# Cheirogaleus grovesi
Cheirogaleus grovesi is een zoogdier uit de familie van de dwergmaki's (Cheirogaleidae). De wetenschappelijke naam van de soort werd voor het eerst geldig gepubliceerd door McLain et al. in 2017.

## Voorkomen
De soort komt alleen voor in het Nationaal park Ranomafana en Nationaal park Andringitra, in zuid-centraal Madagaskar.